# Gimpelfang
Gimpelfang (česky Past na hejly, český název se však nepoužívá) je přírodní rezervace (německy Naturschutzgebiet) v Sasku na území zemského okresu Saské Švýcarsko-Východní Krušné hory. Leží na severním okraji Saského Švýcarska východně od velkého okresního města Sebnitz na západním svahu vrchu Tanečnice (599 m). Vyhlášena byla 30. března 1961 a její rozloha činí 10,29 ha.

## Přírodní poměry
Přírodní rezervace Gimpelfang se nachází v Sebnitzském lese poblíž česko-německé státní hranice na západním svahu vrchu Tanečnice. Spolu s nedalekou přírodní rezervací Heilige Hallen a okolním lesem tvoří evropsky významnou lokalitu Sebnitzer Wald und Kaiserberg. Předmětem ochrany jsou původní lesy, především údolní jasanovo-olšové luhy, označované podle Směrnice o stanovištích kódem 91E0.
Podle platného geomorfologického členění náleží rezervace ke Šluknovské pahorkatině. Jižně od rezervace leží lužický zlom, který je zároveň hranicí s Děčínskou vrchovinou (německy Elbsandsteingebirge). Z turistického hlediska bývá území řazeno k oblasti Saského Švýcarska. Geologické podloží tvoří biotitický lužický granodiorit. Půdy podél potoka Mannsgraben jsou podmáčené a převládají gleje. V potoce se hojně nachází zirkon a nepříliš hojně kousky zlata, dále epidot a olivín. Rezervace se rozkládá v nadmořské výšce 378–430 m.

## Turistika
Přírodní rezervací prochází po cestě zvané Verbindungsweg (Spojka) okružní trasa vedoucí Sebnitzským lesem značená zeleným puntíkem. Po cestě Mannsgrabenweg (Cesta Vazalské strouhy) vede žlutým puntíkem značená turistická trasa spojující sebnitzské nádraží s hraničním přechodem pro pěší vedoucím do České republiky.